# Konstantin Borissov
Konstantin Borissov (en russe : Константин Сергеевич Борисов), né le 14 août 1984 à Smolensk, est un cosmonaute russe.

## Biographie
Konstantin Borissov obtient une licence à l'Académie russe d'économie le 27 juin 2007. Du 27 septembre 2006 au 3 décembre 2007, il étudie à l'université de Warwick, à Coventry, au Royaume-Uni, où il obtient sa maitrise ès science en « recherche opérationnelle et analyse des systèmes ». De 2016 à 2018, il reprend des études de master sur le thème « système de support-vie pour les aéronefs ».
De 2007 à 2016, il travaille pour divers groupes privés comme analyste ou consultant.
Il participe à la mission SpaceX Crew-7 qui est lancée le 26 août 2023 et atteint la Station spatiale internationale le lendemain. Il participe aux expéditions 69 et 70 et est de retour sur Terre le 12 mars 2024.